# Toma de Guanajuato (1863)
La Toma de Guanajuato de 1863 tuvo lugar el 8 de diciembre de 1863 durante la Segunda Intervención Francesa en México por el general  Félix Charles Douay.